# Charles-Auguste de Sales
Pour les autres membres de la famille, voir Famille de Sales.
Charles-Auguste de Sales, né le 1er janvier 1606 dans le château de Thorens et mort le 8 février 1660 à l'âge de cinquante-quatre ans au château de Trésum (Annecy), est un prélat savoyard du XVIIe siècle, prince-évêque de Genève, issu de la famille de Sales. 

## Biographie
Charles-Auguste de Sales, fils du comte Louis de Sales et de Philiberte de Pingon, naît le 1er janvier 1606 dans le château familial de Thorens. Son frère, Jean-François de Sales, succède au titre de comte de Thorens. Il est par ailleurs le neveu de François de Sales et Jean-François de Sales.
Il entreprend des études religieuses en intégrant le collège Chappuisien, confié aux barnabites, en 1615. Quatre ans plus tard, il porte la tonsure. Il poursuit ses études chez les jésuistes à Lyon entre 1623 et 1626. Fait sous-diacre, puis diacre dans les années suivantes, il est ordonné prêtre en 1631. Charles-Auguste de Sales devient chanoine de la cathédrale Saint-Pierre de Genève en 1628. Puis deux ans plus tard, il est curé de la paroisse de Corsier dans le Genevois. Il revient à Genève où il est fait prévôt et vicaire général en 1631, avant de devenir doyen de Église Notre-Dame-de-Liesse d'Annecy, trois ans plus tard. 
L'année suivante, Charles-Auguste de Sales renonce à l'ensemble de ses charges et se retire dans l'ermitage des Voirons,. Son oncle, François de Sales s'y était rendu en 1595. En 1636, il devient à nouveau vicaire général et official dans l'archevêché de Tarentaise.
Charles-Auguste de Sales, après avoir été coadjuteur de l'évêque Juste Guérin en 1644, il est élu prince-évêque de Genève de 1645 à 1660. Il refuse en 1657, une nomination comme archevêque de Besançon.
Il est notamment l'auteur d'une Histoire du Bienheureux François de Sales (1634) et est chargé du procès de canonisation de son oncle. Il rédigera également le Pourpris historique de la Maison de Sales (1659),, et Vie de la Mère Marie-Aymée de Blonnay (1655).